# Phragmites
Phragmites Adans., 1763 è un genere di piante  della famiglia delle Poacee.

## Tassonomia
Il genere comprende le seguenti specie:
- Phragmites australis (Cav.) Trin. ex Steud.
- Phragmites japonicus Steud.
- Phragmites karka (Retz.) Trin. ex Steud.
- Phragmites mauritianus Kunth